# Victor Laloux
Victor-Alexandre-Frédéric Laloux, francoski arhitekt, * 15. november 1850, Tours, Francija, † 1937, Pariz.
Njegov slog je bil neoklasicističen, karkšnega so učili na pariški École des Beaux-Arts, z obilno uporabo ornamentov. Najbolj znan je po kamnitem pročelju pariške železniške postaje Gare d'Orsay (danes Musée d'Orsay) iz leta 1900, načrtoval pa je tudi več stavb v prenovljenem središču svojega rojstnega mesta, med drugim mestno hišo, mestno gledališče, novo baziliko Sv. Martina in pročelje železniške postaje.
Za svoje delo je prejel več priznanj, med njimi zlato medaljo Ameriškega inštituta arhitektov (AIA) leta 1922 in zlato medaljo Kraljevega inštituta britanskih arhitektov (RIBA) leta 1929.